# Інвертор з дроселем в первинному ланцюзі

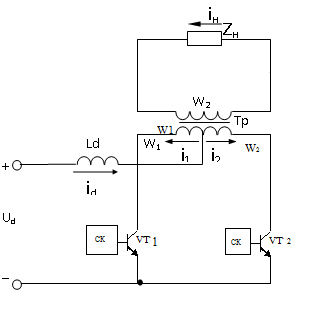
Однофазний інвертор з нульовим виводом

Інвертор з дроселем в первинному ланцюзі — це автономний інвертор, який пов'язаний з джерелом живлення через згладжуючий дросель, так що вентилі інвертора перемикають струм, який тече з двох напівобмоток первинного ланцюга, тим самим формуючи змінний струм на навантаженні.

## Принцип роботи
Принцип роботи інвертора з дроселем в первинному ланцюзі розглянемо на схемі однофазного інвертора з нульовим виводом.
На керуючі транзистори {\displaystyle VT_{1}} і {\displaystyle VT_{2}} від системи керування {\displaystyle CK} надходять імпульси керування з відносним зсувом фаз в 180°. У ланцюг джерела живлення виведений дросель, індуктивність якого досить велика(у межі {\displaystyle L_{d}=\infty }), завдяки чому вхідний струм ідеально згладжений, а струм через транзистори має прямокутну форму. Коли відмикається транзистор {\displaystyle VT_{1}} починає протікати струм з першої напівобмотки {\displaystyle W_{1}}, на навантаженні формується вихідний струм додатної полярності, далі замикається транзистор {\displaystyle VT_{2}}, а транзистор {\displaystyle VT_{1}} розмикається, починає протікати струм з другої напівобмотки {\displaystyle W_{2}}, на навантаженні {\displaystyle Z_{\text{н}}} формується вихідний струм від'ємної полярності. При включенні транзистора {\displaystyle VT_{1}}, процес повторюється.

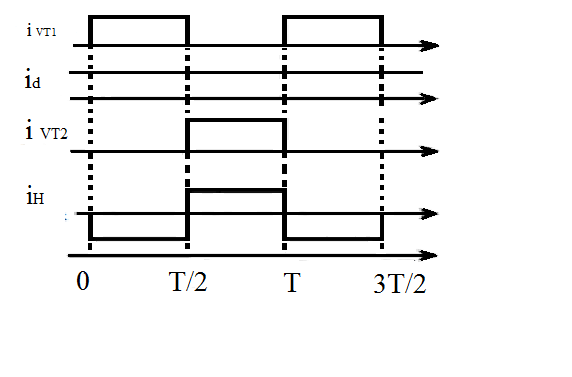
Часові діаграми струмів інвертора в режимі ідеально згладженого вхідного струму

## Робота однофазного інвертора на активно-ємнісне навантаження
Залежно від співвідношення величин індуктивності вхідного дроселя опору навантаження, частоти вихідної напруги і ємності конденсатора можливі три режими роботи паралельного інвертора:
- вхідний струм {\displaystyle i_{d}}безперервний і ідеально згладжений;
- вхідний струм {\displaystyle i_{d}}безперервний, але має пульсації;
- вхідний струм {\displaystyle i_{d}}переривчастий.

При розрахунку інвертора користуються його еквівалентною схемою заміщення, справедливої протягом напівперіоду вихідної частоти, що отримана в припущенні, що трансформатор {\displaystyle T_{p}} є ідеальним, активний опір дроселя й тривалість перемикання фронтів транзисторів дорівнює 0. Якщо індуктивність дроселя нескінченно велика, то струм споживаний від джерела живлення, постійний. Для еквівалентної схеми заміщення інвертора на активно-ємнісному навантаженні, можна записати наступну систему рівнянь:
{\displaystyle \left\{{\begin{matrix}id_{1}=i_{\text{н}}+i_{c}=Id=const\\i_{c}={\frac {dU_{c}}{dt}}\\i_{H}={\frac {dU_{\text{н}}}{R_{\text{н}}}}\end{matrix}}\right.}{\displaystyle (1)}

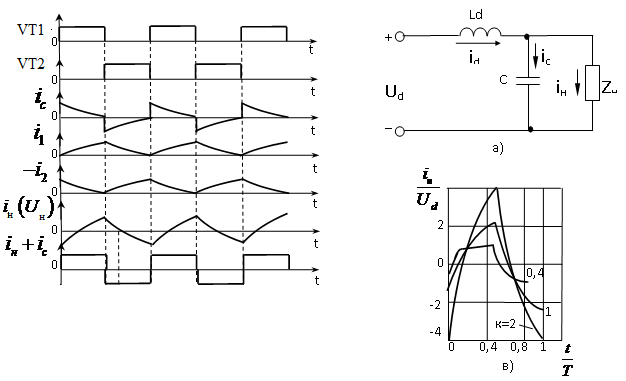
Эквівалентна схема одофазного інвертора струму (а) і часові діаграми струмів і напруг (б, в).

Вирішуючи систему рівнянь {\displaystyle (1)} відносно {\displaystyle U_{\text{н}}}, одержуємо{\displaystyle (2)}
{\displaystyle U(t)_{H}=A_{1}+A_{2}e^{\frac {t}{CR_{\text{н}}}}}{\displaystyle (2)}
Для знаходження коефіцієнтів {\displaystyle A1} і {\displaystyle A2} скористаємося умовами:
- напруга на навантаженні міняється за періодичним законом, внаслідок чого його значення при комутаціях рівні по величині й протилежні за знаком {\displaystyle U_{\text{н}}\mid _{t=0}=-U_{\text{н}}\mid _{t}={\frac {T}{2}}}.

- середнє значення напруги на дроселі в сталому режимі дорівнює нулю {\displaystyle {\frac {2}{T}}\int _{a}^{b}(U_{d}-U_{\text{н}})=0}.

{\displaystyle A_{1}={\frac {U_{d}{\frac {T}{4}}(1-e^{\frac {-T}{CR_{\text{н}}}})}{{\frac {T}{4}}(1+e^{\frac {-T}{CR_{\text{н}}}})-r_{\text{н}}C(1-e^{\frac {-T}{CR_{\text{н}}}})}}};
{\displaystyle A_{2}={\frac {-U_{d}{\frac {T}{4}}}{{\frac {T}{4}}(1+e^{\frac {-T}{CR_{\text{н}}}})-r_{\text{н}}C(1-e^{\frac {-T}{CR_{\text{н}}}})}}};
Підставляючи значення {\displaystyle A1} і {\displaystyle A2} в {\displaystyle (2)}, одержуємо вираз для миттєвого значення напруги на навантаженні
{\displaystyle U_{\text{н}}(t)={\frac {U_{d}{\frac {T}{4}}(1-e^{\frac {-T}{CR_{\text{н}}}})-2e^{\frac {t}{CR_{\text{н}}}}}{{\frac {T}{4}}(1+e^{\frac {-T}{CR_{\text{н}}}})-r_{\text{н}}C(1-e^{\frac {-T}{CR_{\text{н}}}})}}};
Напруга на навантаженні змінюється за експоненційним законом. Зі зменшенням навантаження крива струму наближається до прямокутної форми, а напруга на конденсаторі й навантаженні згідно {\displaystyle (1)} — до трикутного, тому що:
{\displaystyle {\frac {dU_{c}}{dt}}={\frac {I_{d}}{C}}=const}.

## Використання інвертора струму з дроселем в первинному ланцюгу та додаткова інформація
Інвертори струму з дроселем у первинному ланцюзі в основному використовують у плавильних печах, а схема з нульовим виводом має більш високу вихідну напругу, що дозволяє покращити енергетичні характеристики плавильних печей за рахунок зменшення втрат в з'єднувальних шинах і водоохолоджуючих лініях які використовуються для підключення батареї компенсуючих конденсаторів до індуктивної печі. В загальному випадку це дозволяє використовувати печі на 5-7 % ефективніше, а точніше енергія виділяється безпосередньо на нагрів. Також інвертор струму з дроселем в первинному ланцюгу використовують в плазохімії, як джерела енергії та управління розрядних джерел випромінювання, в зварювальних установках та інших електротехнологічних установках, в яких використовується електричний розряд.
Треба додати, що схема приведена у даній статті повинна працювати у режимі перекриття, тобто імпульси керування транзисторів при перемиканні повинні перекривати один одного, щоб струм який генерується в індуктивності не вивів із ладу транзистори. Загалом інвертори струму з дроселем у первинному ланцюзі повинні мати велику індуктивність для згладжування вхідного струму. Недоліком цієї схеми є моточні елементи: дросель та трансформатор, які є досить дорогими, а також габаритними та масивними.